# 1923 год в спорте
Список 1923 год в спорте перечисляет спортивные события, произошедшие в 1923 году.

## СССР

### Баскетбол
- Созданы клубы:
  - «Динамо» (Москва);
  - «Локомотив» (Москва);
- Создан женский клуб «Динамо» (Москва);

### Футбол
- ФК «Красная Пресня» в сезоне 1923;
- Чемпионат Украинской ССР по футболу 1923;
- Созданы клубы:
  - «Динамо» (Батуми);
  - «Динамо» (Киров);
  - «Динамо» (Москва);
  - «Динамо» (Омск);
  - Динамо-СКА;
  - «Заря» (Луганск);
  - «Локомотив» (Запорожье);
  - «Локомотив» (Москва);
  - «Металлург» (Выкса);
  - «Ока» (Коломна);
  - «Серп и Молот»;
  - «Шахтёр» (Красный Луч);
- Расформированы клубы:
  - Замоскворецкий клуб спорта;
  - «Николаевский спортивный клуб»;

### Шахматы
- Чемпионат СССР по шахматам 1923;

## Международные события
- Дальневосточные игры 1923;

### Чемпионаты Европы
- Чемпионат Европы по конькобежному спорту 1923;
- Чемпионат Европы по фигурному катанию 1923;

### Чемпионаты мира
- Чемпионат мира по тяжёлой атлетике 1923;
- Чемпионат мира по фигурному катанию 1923;

### Баскетбол
- Создан клуб «Нью-Йорк Ренессанс»;

### Футбол
- Матчи сборной Польши по футболу 1923;
- Матчи сборной РСФСР по футболу 1923;
- Чемпионат Исландии по футболу 1923;
- Чемпионат Латвии по футболу 1923;
- Чемпионат Польши по футболу 1923;
- Чемпионат Северной Ирландии по футболу 1922/1923;
- Чемпионат Северной Ирландии по футболу 1923/1924;
- Чемпионат Уругвая по футболу 1923 (АУФ);
- Чемпионат Уругвая по футболу 1923 (ФУФ);
- Чемпионат Югославии по футболу 1923;
- Созданы клубы:
  - «Аваи»;
  - «Ареццо»;
  - «Атромитос» (Афины);
  - «Беласица» (Петрич);
  - «Вильярреал»;
  - «Генк»;
  - «Генчлербирлиги»;
  - «Драмкондра»;
  - «Жанна д’Арк»;
  - «Знич»;
  - «Капошвар Ракоци»;
  - «Кротоне»;
  - «Культураль Леонеса»;
  - КуПС;
  - «Лемона»;
  - «Локерен»;
  - «Луис Анхель Фирпо»;
  - «Манакор»;
  - «Морнар»;
  - «Науас»;
  - «Некакса»;
  - «Ньюри Сити»;
  - «Олимпик» (Алес);
  - «Олимпик» (Хурибга);
  - «Олимпия» (Грудзёндз);
  - «Пуща»;
  - «Раднички» (Крагуевац);
  - «Раднички» (Ниш);
  - «Ригас Футбола клубс»;
  - «Саламанка»;
  - «Сампайо Корреа»;
  - «Сельта»;
  - «Спартак» (Трнава);
  - «Спора»;
  - «Спортинг» (Ковильян);
  - «Табор»;
  - «Такуари»;
  - «Томори»;
  - «Фламуртари»;
  - «Эльбасани»;
  - «Эльче»;
  - «Ювяскюля»;
  - «Уэст-Торренс Биркалла»

#### Англия
- Кубок Англии по футболу 1922/1923;
- Финал Кубка Англии по футболу 1923;
- Футбольная лига Англии 1922/1923;
- Футбольная лига Англии 1923/1924;

### Хоккей с шайбой
- НХЛ в сезоне 1922/1923;
- НХЛ в сезоне 1923/1924;
- Чемпионат Европы по хоккею с шайбой 1923;
- Созданы клубы:
  - «Пардубице»;
  - «Филлах»;

### Шахматы
- Карлсбад 1923;

## Персоналии

### Родились
- 24 февраля
  - Франко Д’Аттома (1923—1991), итальянский спортивный менеджер и предприниматель, президент футбольного клуба «Перуджа».
  - Анджело Уболди (итал. Angelo Uboldi), итальянский футболист (ум. 2006).
  - Боб Чаппуис (англ. Bob Chappuis), американский футболист, квотербек, занесён в Зал славы американского футбола[англ.] (ум. 2012).
  - Джордж Паргетер (англ. George Pargeter), канадский хоккеист (ум. 2005).

### Скончались
- 29 августа — Георг Марко — австрийский шахматист.